# Касаткін (хутір)
Касаткін (рос. Касаткин; адиг. Касаткин) — хутір Шовгеновського району Адигеї Росії. Входить до складу Дукмасовського сільського поселення.
Населення — 146 осіб (2015 рік).